# Ciutadà Meritori de la Llibertat i la Justícia Social João Mangabeira
El títol de Ciutadà Meritori de la Llibertat i la Justícia Social João Mangabeira consisteix en la més alta condecoració concedida per l'Assemblea Legislativa de l'Estat da Bahía. El seu nom homenatja João Mangabeira, que es va destacar en la defensa de l'estat democràtic de dret, gran jurista i parlamentar.
El títol va ser creat a partir de la Resolució 1.222, de 1993, sent el més antic d'aquella Cámara. La distinció té com a objecte reconèixer brasilers dedicats a les causes nobles, humanes i socials que tinguin resultat en el desenvolupament polític i socio- econòmic del Brasil, millorant significativament la vida de les persones.
El primer premiat va ser el polític comunista Fernando Sant'Anna, el 2005, quan es van commemorar els seus 90 anys.
Condecorat als 44 anys, l'advocat i professor universitari Taurino Araújo és el més jove entre els Ciutadans Beneméritos.

## Agraciats
Al llarg de la seva existència, van merèixer la distinció dels següents bahians notables :
- Carlos Alberto Dultra Cintra, expresident del Tribunal de Justícia de l'Estat de Bahía
- Carlos Geraldo D'Andrea Espinheira escriptor brasiler (post mortem).
- Fernando dos Reis Sant'Anna, exdiputat federal constituent
- Francisco Waldir Pires de Souza, exgovernador i exministre
- Haroldo Borges Rodrigues Lima, exdiputat federal constituent, expresident de l'ANP
- João Carlos de Castro Cavalcanti, geòleg i empresari, responsable pel descobriment del jaciment de mineral de ferro de Caetité
- José Renato Rabelo, president nacional del Partido Comunista de Brasil (PCdoB).
- Jorge Amado escriptor modernista brasiler (post mortem).
- Taurino Araújo Neto, advocat, columnista i professor